# 森山直太朗ミュージックビデオ集①
『森山直太朗ミュージックビデオ集①』（もりやまなおたろうミュージックビデオしゅう いち）は、森山直太朗のミュージック・ビデオ。2012年10月3日にNAYUTAWAVE RECORDSから発売された。

## 概要
初となるミュージック・ビデオ集。デビュー以来の全作品を収録している。
森山直太朗、御徒町凧による全曲解説オーディオ・コメンタリー付き。全アーティスト写真を使用した豪華ポストカードブック（全26種）封入。
また、2日後の10月5日には、過去のインタビューを掲載した『直太朗cast』も発売された。

## 収録曲
※は初DVD化。
1. 陽は西から昇る※
2. 星屑のセレナーデ※
3. さくら（独唱）
4. 夏の終わり
5. 太陽※
6. 生きとし生ける物へ
7. 今が人生〜飛翔編〜※
8. 時の行方〜序・春の空〜※
9. 小さな恋の夕間暮れ※
10. 風花
11. 12月（配信限定楽曲）
12. 君は五番目の季節
13. 風になって
14. 恋しくて
15. 夢みたい〜だから雲に憧れた〜
16. 未来〜風の強い午後に生まれたソネット〜
17. 太陽のにほひ
18. バース＠デイ〜ひとりぼっちの応援歌〜
19. スノウドロップ
20. 諸君
21. 生きてることが辛いなら※
22. 涙
23. 雨だけど雨だから※
24. 花鳥風月※
25. フォークは僕に優しく語りかけてくる友達※